# Buckleria vanderwolfi
Buckleria vanderwolfi is een nachtvlinder uit de familie Pterophoridae (vedermotten). De spanwijdte van de vlinder bedraagt ongeveer 13 millimeter. De soort is bekend uit Zuid-Afrika. De soort vliegt in februari. De waardplant is waarschijnlijk een Drosera-soort. 
De soort is beschreven in een special van Zoologische Mededelingen, uitgegeven door Naturalis, die op 1 januari 2008 verscheen ter ere van het 250-jarig bestaan van de zoölogische nomenclatuur. Op 1 januari 1758 verscheen namelijk de tiende editie van Systema naturae van Carl Linnaeus.